# غوستافو مونتويا
غوستافو مونتويا (بالإسبانية: Gustavo Montoya)‏ هو فنان ورسام مكسيكي، ولد في 9 يوليو 1905 في مدينة مكسيكو في المكسيك، وتوفي بنفس المكان في 12 يوليو 2003.